# Oswaldo Minda
Oswaldo Minda est un footballeur international équatorien né le 26 juillet 1983 à Quito. Il évolue au poste de milieu de terrain.

## Biographie
Le 21 décembre 2011, il signe avec le Chivas USA.
En juin 2014, le sélectionneur Reinaldo Rueda annonce que Minda est retenu dans la liste des 23 joueurs pour jouer la Coupe du monde 2014 au Brésil. 

## Palmarès
- Champion d'Équateur en 2008, 2009 et 2011 avec le Deportivo Quito